# Valencia (Bohol)
Valencia is een gemeente in de Filipijnse provincie Bohol op het gelijknamige eiland. Bij de census van 2015 telde de gemeente ruim 27 duizend inwoners.

## Geografie

### Bestuurlijke indeling
Valencia is onderverdeeld in de volgende 35 barangays:
| - Adlawan - Anas - Anonang - Anoyon - Balingasao - Botong - Buyog - Canduao Occidental - Canduao Oriental - Canlusong - Canmanico - Cansibao | - Catug-an - Cutcutan - Danao - Genoveva - Ginopolan - La Victoria - Lantang - Limocon - Loctob - Magsaysay - Marawis - Maubo | - Nailo - Omjon - Pangi-an - Poblacion Occidental - Poblacion Oriental - Simang - Taug - Tausion - Taytay - Ticum - Banderahan |

## Demografie
Valencia had bij de census van 2015 een inwoneraantal van 27.126 mensen. Dit waren 460 mensen (1,7%) minder dan bij de vorige census van 2010. Ten opzichte van de census van 2000 was het aantal inwoners gegroeid met 2.763 mensen (11,3%). De gemiddelde jaarlijkse groei in die periode kwam daarmee uit op 0,71%, hetgeen lager was dan het landelijk jaarlijks gemiddelde over deze periode (1,84%).

De bevolkingsdichtheid van Valencia was ten tijde van de laatste census, met 27.126 inwoners op 116,67 km², 232,5 mensen per km².

## Foto's
|  |  |